# Поль Авенель
Поль Авенель (фр. Paul Avenel; 9 жовтня 1823, Шомонт-ан-Вексен — 14 квітня 1902, Буживаль) — французький письменник, поет, ґоґетьє і пісняр, драматург і журналіст.
Старший брат історика Жоржа Авенеля (1828—1876).
В молодості готувався до комерційної діяльності, але потім цілком присвятив себе літературі. Літературна діяльність Авенеля вельми різноманітна. Почавши з газетних кореспонденцій і фейлетонів про драматичне мистецтво в газетах, Авенель незабаром склав собі ім'я як автор численних театральних п'єс, романів і поем.
Збірник його поем і віршів «Alcôve et boudoir» (1855) був конфіскований за судовою постановою за аморальність, але через тридцять років (1885) був перевиданий в дуже розкішному вигляді. Найбільшим успіхом користувалися його пісні на політичні теми, які вийшли під заголовком «Chansons politiques» — сатира на події часів Другої імперії. При появі цього збірника Віктор Гюго писав автору: «Поздоровляю поета в піснярі і вітаю громадянина в поеті».